# Gymnogaster buphthalma
Gymnogaster buphthalma är en skalbaggsart som beskrevs av Blanchard 1851. Gymnogaster buphthalma ingår i släktet Gymnogaster och familjen Melolonthidae. Inga underarter finns listade i Catalogue of Life.